# Balitora vanlongi
Balitora vanlongi е вид лъчеперка от семейство Balitoridae.

## Разпространение
Видът е разпространен във Виетнам.